# Gválijarská pevnost
Gválijarská pevnost (hindsky ग्वालियर का क़िला, urdsky گوالیار قلعہ‎, anglicky Gwalior Fort) je historická pevnost v indickém státě Madhjapradéš, nedaleko města Gválijar. Historie pevnosti sahá do 6. století.
Pevnost se nachází 3 km severně od středu města, na vrcholku Gopačar v nadmořské výšce 300 m n. m. Zabírá téměř celou horní část vrcholku, je 2 km dlouhá a v nejširší oblasti až 1 km široká. Dochovalo se zde šest paláců, šest chrámů a řada památek z 11. i 15. století. U zdí se nachází také velké sochy do pískovcové skály, jejíž výška činí 18 metrů. Z pevnosti se také nabízí výhled na samotné město Gválijar.

## Historie
Pevnost byla zbudována pro kontrolu okolní oblasti a ochranu obchodních cest. V době své největší slávy zde bylo dislokováno až 15 000 vojáků. Po vpádu Tamerlána do Indie v roce 1399 a rozvratu muslimských států v oblasti získal pevnost vojenský vůdce Man Singh Tomar, který zde nechal zbudovat několik paláců. Dva z nich, které se do současné doby dochovaly, Gudžari Mahal a Man Mandir, jsou v současné době ikonickými pro celou pevnost. První z uvedených paláců rozkázal Tomar postavit pro svoji ženu, královnu Mrígnjání. V současné době v něm sídlí archeologické muzeum. Druhý uvedený palác byl zbudován v letech 1486 až 1517.
Během období expanze Mughalské říše obsadil pevnost císař Bábur. Ten byl do jisté míry nadšen architekturou paláce Man Mandir, nechal proto najmout řemeslníky, kteří se na ornamentálních prvcích paláců gvalijárské pevnosti podíleli a nechal je vytvářet nové stavby. Tím se místní styl inkorporoval do mughalské architektury. Císař Šáhdžahán nařídil výstavbu nových objektů v pevnosti, využíval je ale velmi zřídka a pevnost mu sloužila spíše jako vězení.
Na začátku 18. století jej ovládala dynastie Gohar. O pevnost byly sváděny těžké boje během velkého indického povstání v roce 1857.
V současné době je objekt vlastněný státem, je veřejnosti přístupný a slouží jako turistická atrakce.